# Basalte d'île océanique
« OIB (géologie) » redirige ici. Pour les autres significations, voir OIB.
Cet article court présente un sujet plus développé dans : Point chaud (géologie).
Les basaltes des îles océaniques (basaltes émis sur les îles volcaniques loin des frontières des plaques tectoniques), sont de 2 types selon leur contexte géodynamique : les OIB (Ocean Island Basalts), basaltes d'îles océaniques proprement dits, pour les îles issues de l'activité d'un point chaud, et les IAB (Island Arc Basalts), basaltes d'arcs insulaires pour les îles liées à une subduction. Les points chauds génèrent aussi bien des basaltes alcalins que des basaltes tholéiitiques (cas des volcans Mauna Loa et Kilauea à Hawaï).
Bien qu'ils représentent un volume total beaucoup plus petit que les MORB (émis au niveau des dorsales médio-océaniques), les OIB ont une composition beaucoup plus variable, aussi bien en termes d'éléments majeurs que d'éléments en traces et de rapports isotopiques. Les OIB occupent toute la gamme allant des tholéites aux basaltes alcalins (en), mais ne comportent pas de termes calco-alcalins,. Ils sont par ailleurs riches voire très riches en éléments incompatibles. Leur composition isotopique est également très variable, traduisant la contribution de plusieurs réservoirs mantelliques séparés les uns des autres depuis des centaines de millions d'années.
Les IAB, basaltes typiques des arcs insulaires intra-océaniques, sont typiquement enrichis en éléments lithophiles à grands ions et appauvris en ions à haute intensité de champ.